# Union sportive de Beau-Bassin/Rose Hill
L'US Beau-Bassin/Rose Hill est un club mauricien de football, basé à Beau-Bassin. Fondé en 2000, il est présidé par Yengambarum Soopramanien. Il évolue en deuxième division mauricienne en 2011. Ce club est le successeur du Fire Brigade SC.

## Historique
- 2000 : fondation du club
- 2002 : 1re participation à la Coupe d'Afrique des vainqueurs de coupe

## Palmarès
- Championnat de Maurice
  - Vice-champion : 2002, 2003

- Coupe de Maurice
  - Vainqueur : 2001

- Coupe de la république de Maurice de football
  - Vainqueur : 2002
  - Finaliste : 2003, 2004, 2005